# 圣樊尚代布瓦
圣樊尚德布瓦（法語：Saint-Vincent-des-Bois，法語發音：[sɛ̃ vɛ̃sɑ̃ de bwa]）是法国厄尔省的一个市镇，位于该省西北部，属于圣纳泽尔区，其市镇面积为5.29平方公里，2022年1月1日时人口数量为338人。
圣樊尚德布瓦是塞纳河-诺曼底城市圈公共社区的组成部分。

## 历史
圣樊尚德布瓦历史上长期为普通乡村。

## 地理

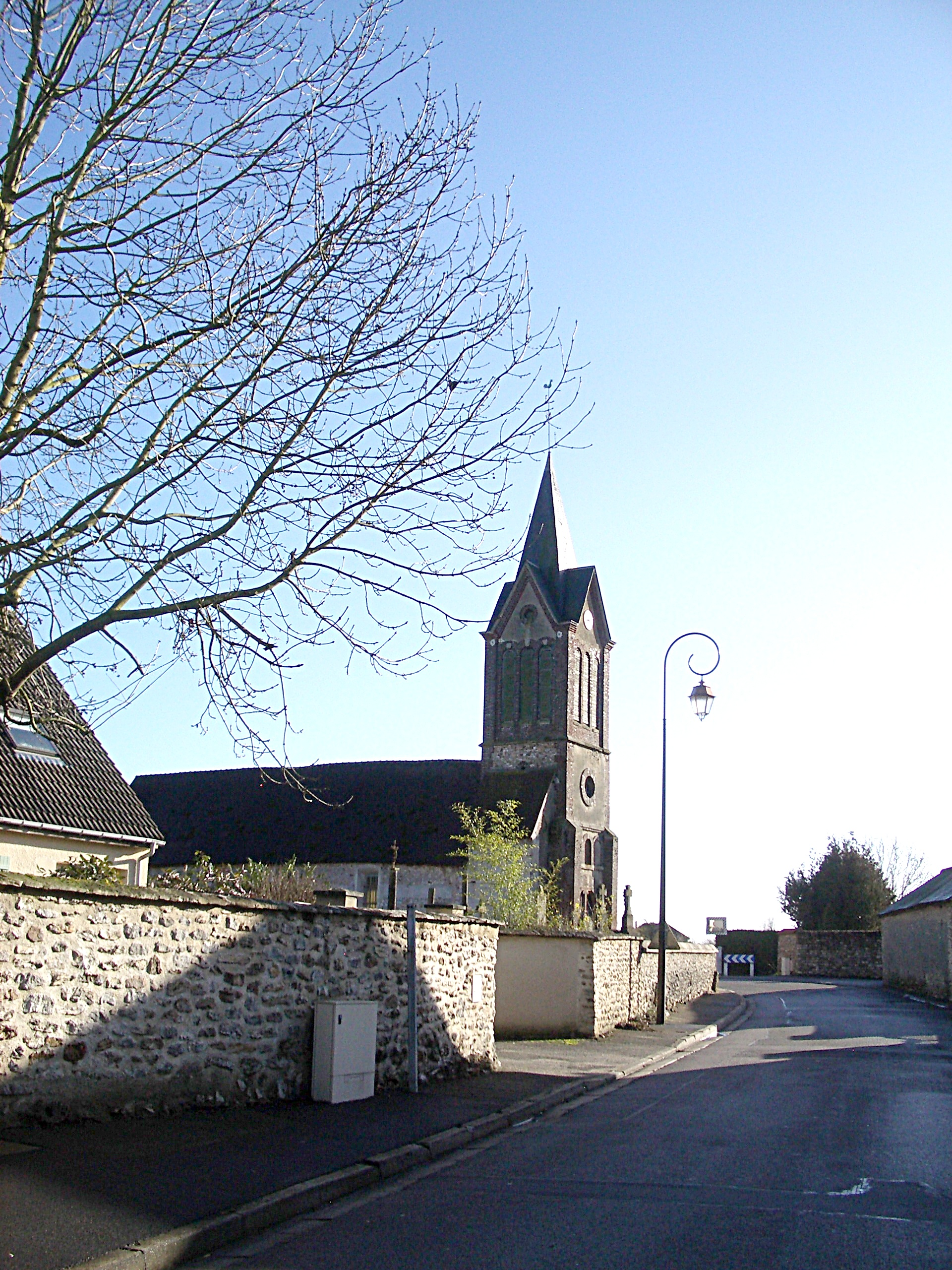
圣樊尚德布瓦教堂

圣樊尚德布瓦（49°4'17"N, 1°23'56"E）位于法国西北部，诺曼底地区大区东部和厄尔省东部，距离省会埃夫勒大约24公里。
与圣樊尚德布瓦接壤的市镇包括：圣马塞尔、拉厄尼耶尔、梅尔塞。
圣樊尚德布瓦境内地势平坦，海拔在113至146米之间。
按照柯本气候分类法，圣樊尚德布瓦属于较为典型的温带海洋性气候，全年温差较小，降水分布均匀。

## 行政
圣樊尚德布瓦的邮政编码为27950，INSEE市镇编码为27612。

## 交通
厄尔省省道D57线和D75线经过圣樊尚德布瓦境内。

## 人口
| 年份   | 1936 | 1946 | 1954 | 1962 | 1968 | 1975 | 1982 | 1990 | 1999 | 2006 | 2011 | 2016 | 2017 |
| ------ | ---- | ---- | ---- | ---- | ---- | ---- | ---- | ---- | ---- | ---- | ---- | ---- | ---- |
| 人口數 | 96   | 106  | 131  | 134  | 151  | 168  | 225  | 243  | 261  | 282  | 334  | 334  | 334  |